# 본 이터
《본 이터》(영어: Bone Eater)는 2008년 공개된 미국의 영화이다.

## 출연

### 주연
- 브루스 박스라이트너
- 마이클 홀스
- 폴 래
- 애드리언 알바라도

### 조연
- 클라라 브라이언트
- 로버트 클롯워디
- 로아크 크릿크로
- 랜디 플래글러
- 길 제라드
- 브라이언 그로스
- 베로니카 하멜
- 크리스틴 허니
- 제시 잰젠
- 윌리엄 캇
- 워터 코에닉
- 아도니 마로피스
- 카를로스 모레노 주니어
- 윌리엄 머피
- 데이비드 오트
- 톰 슈미트
- 티모시 스타크스
- 짐 스톰
- 제니퍼 리 위긴스
- 존 캘러핸
- 스콧 구엔타드
- 스콧 노리스

## 기타
- Line PD: 마이클 R. 윌리엄스
- 의상: 조 로즌
- 배역: 펀 챔피온
- 배역: 폴 루디